# Nudochernes intermedius
Nudochernes intermedius är en spindeldjursart som beskrevs av Beier 1959. Nudochernes intermedius ingår i släktet Nudochernes och familjen blindklokrypare. Inga underarter finns listade i Catalogue of Life.